# Grammy for bedste mandelige rock vokalpræstation
Grammy for Best Male Rock Vocal Performance er en amerikansk pris der uddeles af Recording Academy for årets bedste udgivelse af en mandlig rock-sanger. Prisen går til sangeren. Prisen har været uddelt siden 1980. 
Fra 1980 til 1993 hed prisen Grammy Award for Best Rock Vocal Performance, Male. I 1988, 1992, 1994 og 2005 blev prisen kombineret med den tilsvarende for kvindelige sangere, Best Female Rock Vocal Performance, til Best Rock Vocal Performance, Solo Grammy.

## Modtagere af Grammy for Best Male Rock Vocal Performance
- 2007: (ingen)
- 2006: (ingen)
- 2005: (ingen)
- 2004: Dave Matthews for Gravedigger
- 2003: Bruce Springsteen for The Rising
- 2002: Lenny Kravitz for Dig In
- 2001: Lenny Kravitz for Again
- 2000: Lenny Kravitz for American Woman

- 1999: Lenny Kravitz for Fly Away
- 1998: Bob Dylan for Cold Irons Bound
- 1997: Beck for Where It's At
- 1996: Tom Petty for You Don't Know How It Feels
- 1995: Bruce Springsteen for Streets of Philadelphia
- 1993: Eric Clapton for Unplugged
- 1991: Eric Clapton for Bad Love
- 1990: Don Henley for The End of the Innocence

- 1989: Robert Palmer for Simply Irresistible
- 1987: Robert Palmer for Addicted to Love
- 1986: Don Henley for The Boys of Summer
- 1985: Bruce Springsteen for Dancing in the Dark
- 1984: Michael Jackson for Beat It
- 1983: John Mellencamp for Hurts So Good
- 1982: Rick Springfield for Jessie's Girl
- 1981: Billy Joel for Glass Houses
- 1980: Bob Dylan for Gotta Serve Somebody